# Eurostile
Eurostile è un carattere tipografico creato nel 1962 da Aldo Novarese per la Fonderia Nebiolo di Torino.

## Storia
L'idea per l'Eurostile venne dalla necessità di completare la sua precedente creazione Microgramma, del 1952, con le lettere minuscole, delle quali era appunto privo. Eurostile è infatti considerato un Microgramma "completo". Del carattere esistono anche le versioni bold condensed e ultra-narrow, chiamato Eurostile Compact, per un totale di sette varianti.
Come il predecessore Microgramma, Eurostile è largamente utilizzato anche in pubblicità e nel packaging già dagli anni sessanta, grazie anche alla grande disponibilità in forma di trasferibili R41 e Letraset.

## Eurostile nella cultura di massa
Grazie al suo stile pulito, neutro e tecnico, ai suoi segni robusti e alle forme compatte delle lettere, Eurostile è particolarmente adatto a un contesto estetico futuristico, tecnologico e fantascientifico.
La versione bold extended ha visto un massiccio uso in film e serie televisive di fantascienza molto popolari, come 2001: Odissea nello spazio del 1968, 2010 - L'anno del contatto del 1984, e nei logotipi di diversi film e serie televisive, come Battlestar Galactica, Shooter, album musicali come All That You Can't Leave Behind degli U2 e Mechanical Animals di Marilyn Manson, videogiochi come Homeworld, Tom Clancy's Ghost Recon, Tekken, Splinter Cell, e Driv3r e anche in case produttrici di videogiochi come Ubisoft.
Il carattere rimane usato tutt'oggi in loghi di aziende come Casio, Diadora e Toshiba, nell'identità societaria della Regione Sardegna, nonché sulle maglie da gioco della Juventus nelle stagioni 2012-13 e 2013-14.